# Digital Audio Broadcasting

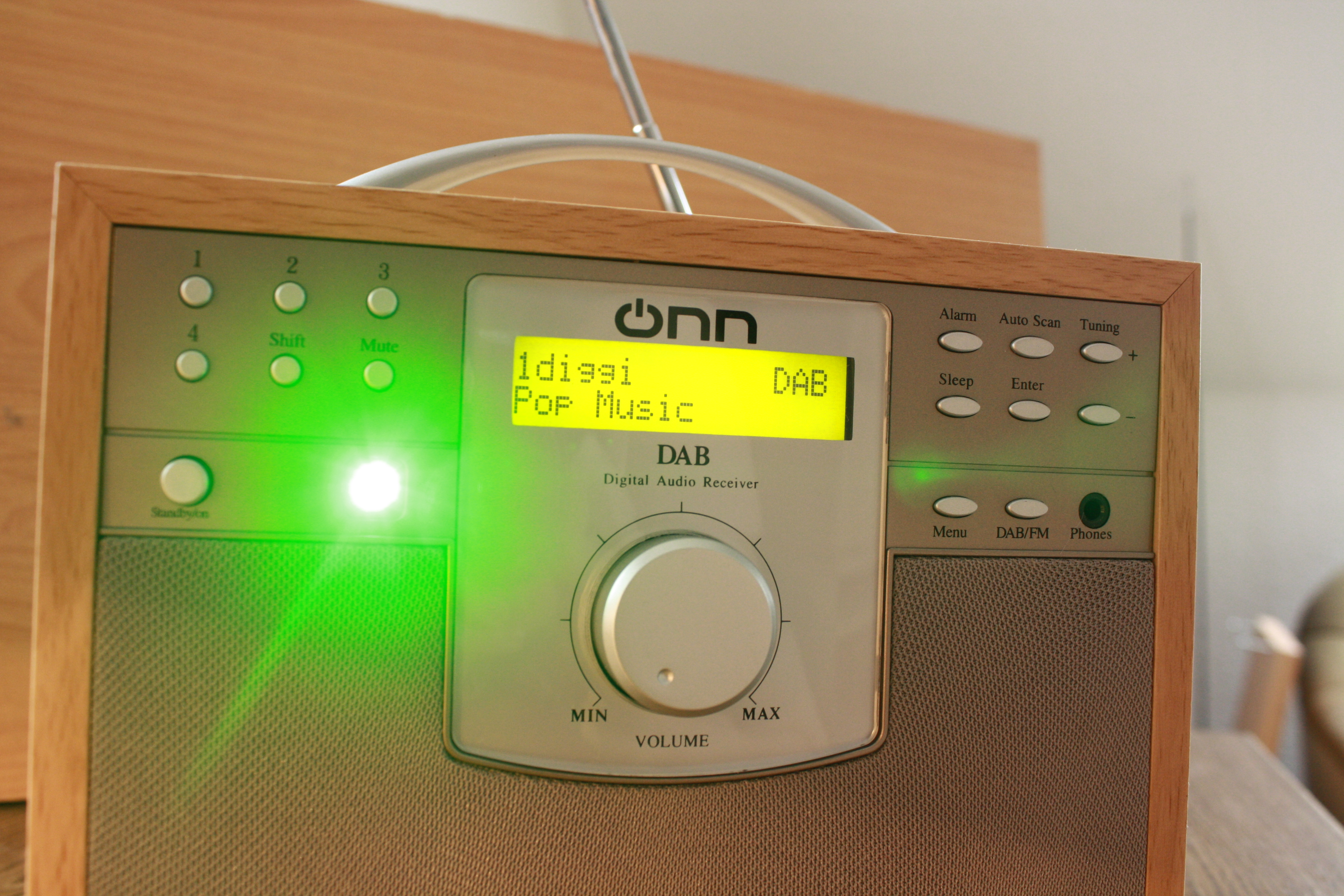
Aparat radio cu recepție DAB

Digital Audio Broadcasting (DAB) este denumirea utilizată pentru descrierea unui serviciu de radiodifuziune terestră digitală. Se preconizează ca acest sistem să înlocuiască treptat radioul analogic pe unde ultrascurte.

## Istoric
Standardul DAB a fost elaborat începând cu anul 1981 de către Institut für Rundfunk Technik (IRT) și de un grup european de radiocomunicație și de producători de echipamente de telecomunicații condus de BBC Research and Development. Scopul a fost crearea unui nou sistem de radiodifuziune care să poată răspunde noilor tehnologii care nu mai puteau fi implementate în sistemul radio analog FM. 

Primele emisiuni comerciale au avut loc în 1995, iar din 2007 s-a dezvoltat o versiune îmbunătățită a standardului, DAB +. 

Din 1987 DAB este parte a proiectului european EUREKA 147 DAB, ulterior standardizat de către European Telecommunications Standards Institute (ETSI) și operează în prezent pe mai multe continente. Standardul ce definește DAB este ETSI-SN-300-401 Ed.II. 

## Caracteristici
Compresia audio folosește tehnologia MPEG, iar transmisia se face cu o rată de 192 Kbit/s ceea ce asigură o calitate înaltă a sunetului, apropiată de cea a unui CD audio. Semnalul astfel micșorat este difuzat sub formă de date împreună cu alte informații prin intermediul unei frecvențe radio clasice FM. Difuzarea în sistemul DAB se face în bloc, fiecare bloc fiind un pachet de programe asociate. 
Pentru transmisia radio DAB, a fost alocată banda de frecvență BIII (174-240 Mhz) și banda L (1,452-1,466 Ghz) pentru emisie terestră (T-DAB), respectiv banda L (1,468-1,490 Mhz) pentru satelit (S-DAB). 
Pentru recepționare este necesar un radioreceptor digital sau un decodor digital, capabil să transforme semnalul digital recepționat în semnal analogic.

## Avantaje
- mai multe programe de radio folosesc același emițător.
- rezistență sporită la perturbații
- aparatele de radio DAB au și afișaj electronic cu posibilitatea adăugării de conținut media complex (imagini fixe sau în mișcare, interconectare la internet) și alte servicii de date (numele postului, parametrii recepției, text de identificare a programului radio, titlul piesei muzicale ce se difuzează, imaginea copertei CD-ului, informații de trafic, vreme, apeluri de urgență, paging, informații financiare etc)
- căutarea posturilor nu se mai face numai după frecvență ci și după nume
- pentru acoperirea unei zone echivalente celei FM, costurile sunt mult mai reduse
- folosirea aceleași frecvențe pe întreg teritoriul, cu relee sincronizate.

Răspândirea radioului digital DAB în lume în anul 2018

Serviciul de radio DAB este deja funcțional în numeroase țări. Toate statele europene  au adoptat ca standard sistemul DAB pentru înlocuirea transmisiei pe unde ultrascurte. Marea Britanie are o acoperire de aproape 85% din teritoriu utilizat cu preponderență de către BBC , iar Norvegia preconizează ca din 2017 să renunțe complet la transmisiile FM.  De asemenea multe țări asiatice inclusiv din Commonwealth au ales acest sistem. 

S.U.A. a introdus propriul standard digital intitulat IBOC (In Band On Channel). 
În România există o transmisie experimentală în București a Societății Naționale de Radiocomunicații, în colaborare cu Societatea Română de Radiodifuziune, care emite pe frecvența de 223,936 Mhz. Programele emise sunt Radio București FM, Radio România Cultural, Radio România Muzical, Radio România Actualități, Radio 3 Net,  Radio Antena Satelor.

## Vezi și
- Digital Radio Mondiale
- HD Radio
- Radio digital
- Televiziunea digitală terestră

## Legături externe
- Countries using DAB/DMB
- Eurekanetwork
- ETSI EN 300 401 V1.3.3
- DAB Ensembles Worldwide